# نوروود كورت (ميزوري)
نوروود كورت (بالإنجليزية: Norwood Court, Missouri)‏ هي منطقة سكنية تقع في الولايات المتحدة في مقاطعة سانت لويس، ميزوري. يقدر عدد سكانها بـ 959 نسمة ومساحتها 0.34 كم2 وترتفع عن سطح البحر 182 متر.

## التركيبة السكانية
قام مكتب تعداد الولايات المتحدة بتحديد بيانات التركيبة السكانية لنوروود كورت في تعداد الولايات المتحدة. في ما يلي، التركيبة السكانية حسب تعدادي 2000 و2010.

### تعداد عام 2000
بلغ عدد سكان نوروود كورت 1,061 نسمة بحسب تعداد عام 2000، وبلغ عدد الأسر 583 أسرة وعدد العائلات 240 عائلة مقيمة في البلدة.
وتوزع التركيب العرقي للبلدة بنسبة 5.47% من البيض و 0.28% من الأمريكيين الأصليين و 0.38% من الأمريكيين ذوي الأصول الآسيوية و 92.74% من الأمريكيين الأفارقة و 0.85% من عرقين مختلطين أو أكثر.
بلغ عدد الأسر 583 أسرة كانت نسبة 23.8% منها لديها أطفال تحت سن الثامنة عشر تعيش معهم، وبلغت نسبة الأزواج القاطنين مع بعضهم البعض 16.1% من أصل المجموع الكلي للأسر، ونسبة 19.4% من الأسر كان لديها معيلات من الإناث دون وجود شريك، وكانت نسبة 58.8% من غير العائلات. تألفت نسبة 51.3% من أصل جميع الأسر من أفراد ونسبة 7.2% كانوا يعيش معهم شخص وحيد يبلغ من العمر 65 عاماً فما فوق. وبلغ متوسط حجم الأسرة المعيشية 2.68، أما متوسط حجم العائلات فبلغ 1.82.
بلغ العمر الوسطي للسكان 31 عاماً. وكانت نسبة 21.7% من القاطنين تحت سن الثامنة عشر، وكانت نسبة 10.9% بين الثامنة عشر والأربعة وعشرون عاماً، ونسبة 41.2% كانت واقعةً في الفئة العمرية ما بين الخامسة والعشرون حتى والأربعة وأربعون عاماً، ونسبة 18.2% كانت ما بين الخامسة والأربعون حتى الرابعة والستون، ونسبة 8.0% كانت ضمن فئة الخامسة والستون عاماً فما فوق. يوجد لكل 100 أنثى 85.2 ذكر، ويوجد لكل 100 أنثى في الثامنة عشر من عمرها فما فوق 83.4 ذكر.
بلغ متوسط دخل الأسرة في البلدة 28,375 دولار، أما متوسط دخل العائلة فبلغ 28,594 دولار. وكان متوسط دخل الذكور 29,453 دولار مقابل 22,955 دولار للإناث. وسجل دخل الفرد الخاص بالبلدة 19,684 دولار. وكانت نسبة 13.0% من العائلات ونسبة 13.9% من السكان تحت خط الفقر، وكان من هؤلاء نسبة 20.9% تحت سن الثامنة عشر ونسبة 5.6% في الخامسة والستين من العمر وما فوق.

### تعداد عام 2010
بلغ عدد سكان نوروود كورت 959 نسمة بحسب تعداد عام 2010، وبلغ عدد الأسر 530 أسرة وعدد العائلات 210 عائلة مقيمة في القرية. في حين سجلت الكثافة السكانية 7,376.9 نسمة لكل ميل مربع (2,848.2/كم2). وبلغ عدد الوحدات السكنية 582 وحدة بمتوسط كثافة قدره 4,476.9 لكل ميل مربع (1,728.5/كم2).
وتوزع التركيب العرقي للقرية بنسبة 4.1% من البيض و 0.1% من الأمريكيين الأصليين و 0.1% من الأمريكيين ذوي الأصول الآسيوية و 94.2% من الأمريكيين الأفارقة و 1.3% من عرقين مختلطين أو أكثر.
بلغ عدد الأسر 530 أسرة كانت نسبة 24.5% منها لديها أطفال تحت سن الثامنة عشر تعيش معهم، وبلغت نسبة الأزواج القاطنين مع بعضهم البعض 11.9% من أصل المجموع الكلي للأسر، ونسبة 22.5% من الأسر كان لديها معيلات من الإناث دون وجود شريك، بينما كانت نسبة 5.3% من الأسر لديها معيلون من الذكور دون وجود شريكة وكانت نسبة 60.4% من غير العائلات. تألفت نسبة 51.3% من أصل جميع الأسر من أفراد ونسبة 8.1% كانوا يعيش معهم شخص وحيد يبلغ من العمر 65 عاماً فما فوق. وبلغ متوسط حجم الأسرة المعيشية 2.64، أما متوسط حجم العائلات فبلغ 1.81.
بلغ العمر الوسطي للسكان 31.5 عاماً. وكانت نسبة 19.5% من القاطنين تحت سن الثامنة عشر، وكانت نسبة 18.1% بين الثامنة عشر والأربعة وعشرون عاماً، ونسبة 29.6% كانت واقعةً في الفئة العمرية ما بين الخامسة والعشرون حتى والأربعة وأربعون عاماً، ونسبة 24.4% كانت ما بين الخامسة والأربعون حتى الرابعة والستون، ونسبة 8.4% كانت ضمن فئة الخامسة والستون عاماً فما فوق. وتوزع التركيب الجنسي للسكان بنسبة 39.8% ذكور و60.2% إناث.